# جيرت ستروبل
جيرت ستروبل (بالألمانية: Gert Strobl) (و. 1941 – م) هو فيزيائي، وأستاذ جامعي من ألمانيا . ولد في براغ .

## مناصب وهيئات
أدار جامعة فرايبورغ، وجامعة ماينتس.

## جوائز
حصل على جوائز منها:
- جائزة روبرت بول  [لغات أخرى]‏ (2014).